# Caroline Winberg
Caroline Winberg (Sollentuna, 27 marzo 1985) è una supermodella svedese.

## Carriera
Caroline Winberg inizia la sua carriera nel mondo della moda a quindici anni, comparendo nei periodi seguenti in varie campagne pubblicitarie locali. All'età di diciassette anni conquista improvvisa popolarità, per aver rivelato come il frontman dei Rolling Stones Mick Jagger, cinquantanovenne all'epoca dei fatti, l'avesse importunata telefonicamente, dopo averla vista sulle passerelle, tuttavia il cantante ha sempre negato di aver mai fatto quanto dichiarato dalla modella.
In seguito a ciò, Caroline Winberg viene contattata da varie agenzie fra cui la Women Model Management e la Dominique di Bruxelles, che le permettono di comparire nelle campagne pubblicitarie di Valentino, Versace, Oscar de la Renta, Escada, Armani, D&G, Tommy Hilfiger, Adidas by Stella McCartney, Rolex, Chloé, Ralph Lauren e Neiman Marcus. Ha preso parte al celebre Victoria's Secret Fashion Shows nel 2005, 2006, 2007, 2008 e nel 2009. Inoltre è comparsa sulle copertine di diverse edizioni internazionali di Vogue.
Nel 2011 ha fatto il suo debutto come attrice nel film Limitless.

## Agenzie
- Dominique Models
- Paparazzi Model Management - Amsterdam
- Traffic Models - Barcellona
- Mega Model Agency - Amburgo
- Stockholmsgruppen Models
- Seven Model Agency
- Marilyn Agency - Parigi
- 2pm Model Management - Danimarca
- IMG Models - New York
- MY Model Management

## Filmografia parziale
- Limitless, regia di Neil Burger (2011)